# Bengt Lidner
Bengt Lidner (ur. 16 marca 1757 w Göteborgu, zm. 4 stycznia 1793 w Sztokholmie) – szwedzki poeta z epoki wczesnego romantyzmu. 
Był członkiem dworu króla Gustawa III, dzięki czemu odbył liczne podróże po Europie. Wśród jego prac wyróżnia się Grefvinnan Spastaras död (Śmierć księżniczki Spastaras), tekst do kantaty opowiadający o kobiecie usiłującej uratować syna podczas trzęsienia ziemi. Oboje giną, a kobieta trafia do nieba, gdzie spotyka matkę poety, która zmarła gdy był on chłopcem. Napisał też libretto do opery o mitologicznej Medei. 

## Wybrana twórczość
- Grefvinnan Spastaras död (1783)
- Medea (libretto operowe, 1784)
- Yttersta Domen (1788)